# Wojownicy nieba i ziemi
Wojownicy nieba i ziemi (chiń. upr. 天地英雄; chiń. trad. 天地英雄; pinyin Tiāndì Yīngxíong) – chińsko-hongkoński film przygodowy z 2003 roku w reżyserii He Pinga.
Film był oficjalnym chińskim kandydatem do Oscara dla najlepszego filmu nieanglojęzycznego, ale ostatecznie nie uzyskał nominacji.

## Fabuła
Japoński emisariusz Lai Xi przez długie lata wiernie służył cesarzowi Chin. Tęskni jednak za własnym krajem i pragnie, aby cesarz zwolnił go już ze służby. Swoją zgodę władca uzależnia od tego, czy Lai Xi uda się schwytać porucznika Li, renegata, który wzniecił bunt w armii po tym, jak odmówił zabijania więzionych przez wojsko kobiet i dzieci. Lai łapie porucznika, ale wstrzymuje się z finałową walką do czasu, aż uda im się bezpiecznie przebyć przez pustynię Gobi. W drodze towarzyszy im piękna Wen Zhu i mnich, który przewozi świętą i potężną pagodę. W jej posiadanie pragnie wejść niegodziwy Mistrz An. Lai Xi i porucznik Li będą musieli połączyć swoje siły, aby stawić czoła nie tylko bandytom, ale również bezlitosnej pustyni.

## Obsada
Źródło: Filmweb
- Jiang Wen – Porucznik Li
- Wang Xueqi – Mistrz An
- Zhao Wei – Wen Zhu
- Lu Linian – Wu Lao’er
- He Tao – Ma Gun
- Hasi Bagen – Cao Jian
- Nakai Ki'ichi – Lai Qi
- Li Haibin – Zao Zimo